# Rhyssemus mesopotamicus
Rhyssemus mesopotamicus är en skalbaggsart som beskrevs av Rudolph Petrovitz 1963. Rhyssemus mesopotamicus ingår i släktet Rhyssemus och familjen Aphodiidae. Inga underarter finns listade i Catalogue of Life.